# Snježana Kordić
Snježana Kordić, hrvaška jezikoslovka, kroatistka in visokoškolska učiteljica, * 29. oktober 1964, Osijek.

## Življenjepis
Leta 1988 je diplomirala na Filozofski fakulteti v Osijeku iz srbohrvaškega jezika in južnoslovanskih književnosti. Prva leta po diplomi je poučevala na srednji šoli v Sisku. Leta 1990 je bila zaposlena kot raziskovalka jezikoslovne kroatistike na  Univerzi v Osijeku, leta 1991 pa je začela delati na Katedri za sodobni hrvaški knjižni jezik na Filozofski fakulteti v Zagrebu kot raziskovalka nato kot asistentka. Leta 1991 je tudi predavala na Oddelku za novinarstvo na Fakulteti političnih ved v Zagrebu. Magistrirala je na Filozofski fakulteti v Zagrebu leta 1992 iz lingvistike (kroatistike) in leta 1993 doktorirala iz jezikoslovnih znanosti na Univerzi v Zagrebu. Med letoma 1993 in 2007 je bila zaposlena na nemških univerzah: kot lektorica na Oddelku za slavistiko Ruhrske univerze v Bochumu, kot docentka na Oddelku za slavistiko in baltistiko Vestfalske Wilhelmove univerze v Münstru, kot gostujoča profesorica na Inštitutu za slavistiko Humboldtove univerze v Berlinu, in kot znanstvena sodelavka na Inštitutu za primerjalno jezikoslovje, fonetiko in slovansko filologijo Univerze Johanna Wolfganga Goethea v Frankfurtu na Majni. V Münstru je leta 2002 na univerzi pridobila habilitacijo za slovansko filologijo.
Objavila je več kot 150 jezikoslovnih del. Težišče njenih raziskav je vezano na področja slovnice, skladnje, lingvistike teksta, pragmatike, korpusnega jezikoslovja, funkcijski zvrsti jezika, leksikologije in sociolingvistike. Širše od jezikovnih krogov je postala znana po tretji monografiji o jeziku in nacionalizmu na Hrvaškem. O knjigi je podala več kot šestdeset intervjujev v medijih. Knjiga je leta 2017 postala navdih za mednarodni projekt Jeziki in nacionalizmi in Deklaracijo o skupnem jeziku, pri pisanju katere je tudi sodelovala.

## Izbrana bibliografija
Glej tudi celoten seznam vseh publikacij Snježane Kordić

### Monografije
- Relativna rečenica (PDF). Znanstvena biblioteka Hrvatskog filološkog društva ; 25. Zagreb: Matica hrvatska & Hrvatsko filološko društvo. 1995. str. 366. ISBN 953-6050-04-8. LCCN 97154457. OCLC 37606491. OL 2863536W. (COBISS). Arhivirano iz prvotnega spletišča (PDF) dne 22. septembra 2013. Pridobljeno 2. marca 2014.
  - Der Relativsatz im Serbokroatischen. Studies in Slavic Linguistics ; 10. München: Lincom Europa. 2005 [1. izd. 1999; 2. izd. 2002]. str. 330. ISBN 3-89586-573-7. OCLC 42422661. OL 2863535W. Contents.
- Riječi na granici punoznačnosti (PDF). Zagreb: Hrvatska sveučilišna naklada. 2002. str. 227. ISBN 953-169-073-1. LCCN 2009386657. OCLC 54680648. OL 2863537W. Arhivirano iz prvotnega spletišča (PDF) dne 23. septembra 2013. Pridobljeno 6. oktobra 2018.
  - Wörter im Grenzbereich von Lexikon und Grammatik im Serbokroatischen. Studies in Slavic Linguistics ; 18. München: Lincom Europa. 2001. str. 280. ISBN 3-89586-954-6. LCCN 2005530314. OCLC 47905097. OL 2863539W.
- Jezik i nacionalizam (PDF). Rotulus Universitas. Zagreb: Durieux. 2010. str. 430. ISBN 978-953-188-311-5. LCCN 2011520778. OCLC 729837512. OL 15270636W. UPC 9789531883115. (COBISS). Arhivirano iz prvotnega spletišča (PDF) dne 21. decembra 2012. Pridobljeno 2. maja 2016.
  - Lengua y Nacionalismo. Madrid: Euphonía Ediciones. 2014. str. 416. ISBN 978-84-936668-8-0. OL 16814702W. Índice Arhivirano 2014-04-07 na Wayback Machine..

### Učbenik in gramatika
- Kroatisch-Serbisch. Ein Lehrbuch für Fortgeschrittene mit Grammatik. Hamburg: Buske. 2004 [1. izd. 1997]. str. 196. ISBN 3-87548-382-0. OL 15270855W. [1. izd. ISBN 3-87548-162-3]
  - Serbo-Croatian. Languages of the World/Materials ; 148. München & Newcastle: Lincom Europa. 2006 [1. izd. 1997]. str. 71. ISBN 3-89586-161-8. OCLC 37959860. OL 2863538W. Contents.

### Delo, izdano v slovenščini
»Glotonim srbohrvaški jezik glede na srbski, hrvaški, bosanski, črnogorski« (PDF). Slavistična revija. Zv. 51, št. 3. Ljubljana. 2003. str. 355–364. ISSN 0350-6894. OCLC 442560674. (COBISS). (HEBIS).

### Sprejem v Sloveniji
Že njena prva monografija o oziralnih stavkih je pozitivno prejeta v slovenskih jezikoslovnih revijah in potem uporabljena za opis oziralnih stavkov v slovenščini. Tudi njena druga monografija o besedami na meji med leksikalnim in slovničnim statusom je imela recepcijo v slovenskem jezikoslovju. O knjigi Jezik i nacionalizam so mediji v Sloveniji povedali:
| “ | Knjiga Jezik i nacionalizam, ki jo je izdala založba Durieux, je takoj vzbudila veliko pozornosti, predvsem s tezo, da Hrvati, Srbi, Bošnjaki in Črnogorci ne govorijo različnih jezikov, ampak “standardne variante istega jezika”. | ” |
|   | — Delo |   |

| “ | Sama še meni, da so lektorji na Hrvaškem postali cenzorji, saj nikjer v tujini ne pomnijo primera, da bi lektorji vršili odstrel besed, ki so na seznamu neprimernih besed. | ” |
|   | — 24ur.com |   |

| “ | Ameriški diplomati so torej prišli do istega sklepa, ki ga zastopa tudi hrvaška lingvistka Snježana Kordić. V svoji knjigi Jezik in nacionalizem namreč trdi, da je pravica do jezika na prostoru nekdanjih jugoslovanskih republik postala opravičilo za ekstremni nacionalizem. | ” |
|   | — Mladina |   |